# Réfectoire

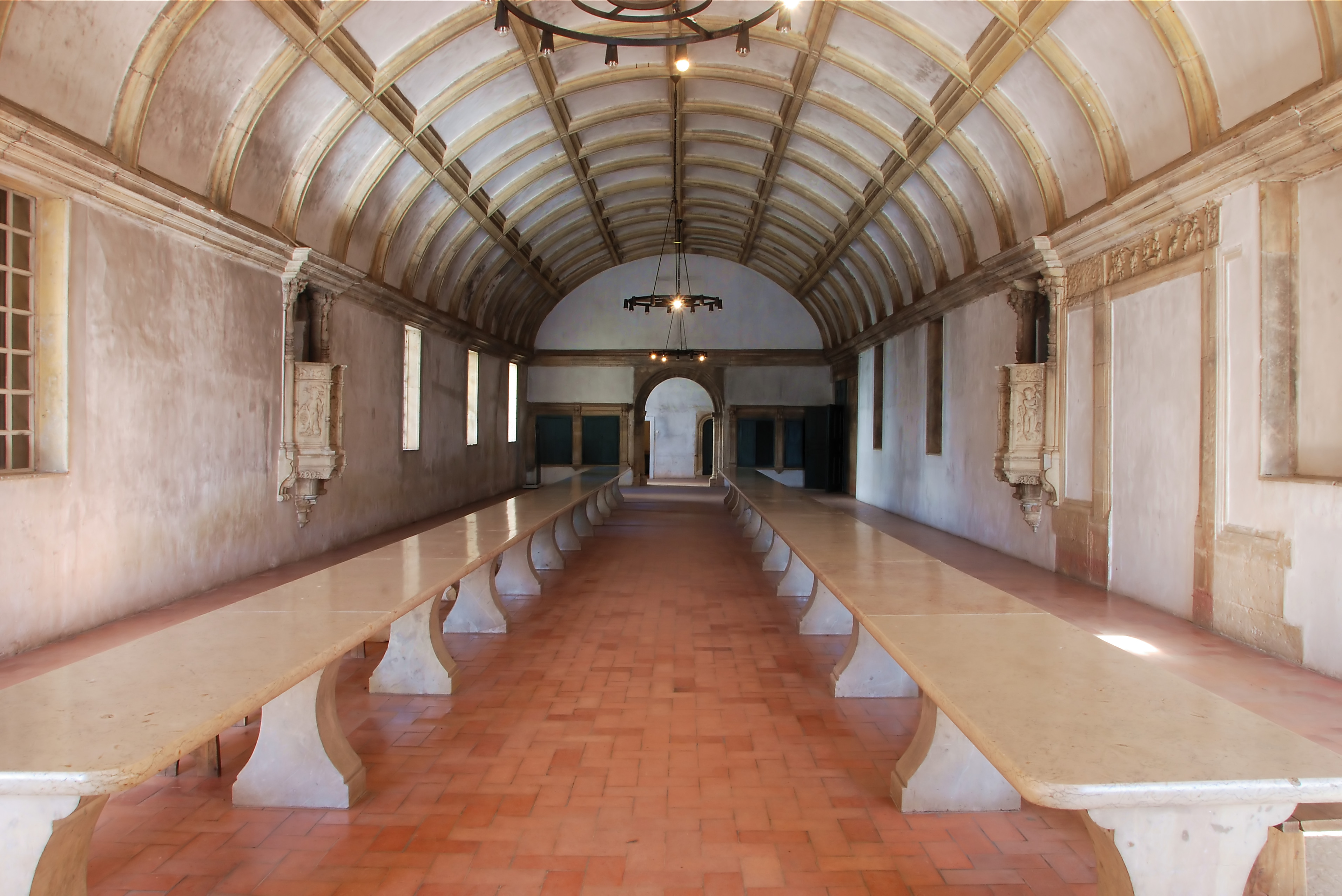
Réfectoire du Couvent de l'ordre du Christ, à Tomar, au Portugal.

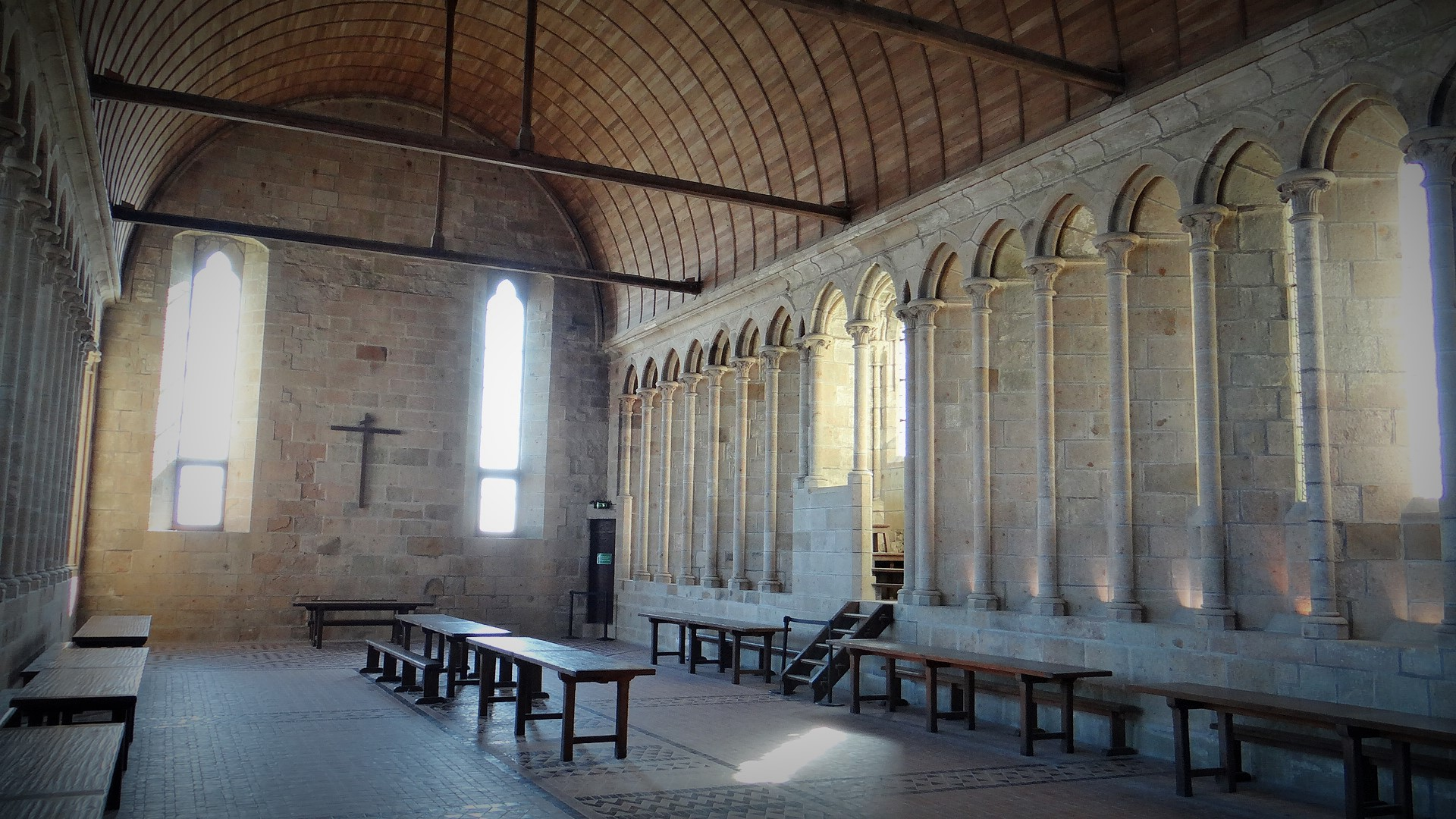
Dans les réfectoires des abbayes bénédictines (ici celle du Mont-Saint-Michel), la chaire est placée au milieu du long côté afin de favoriser l'acoustique.

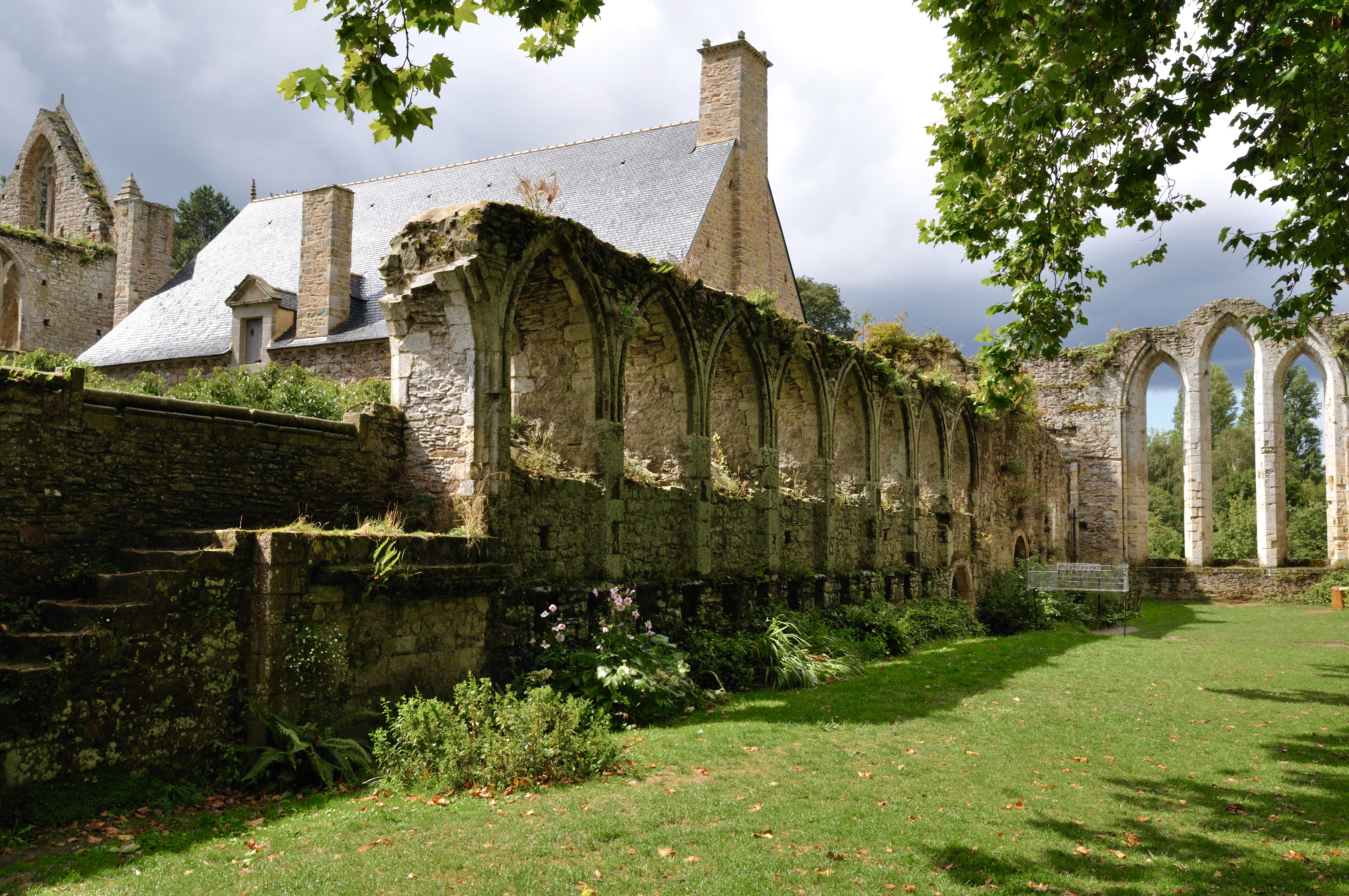
Façade sud du réfectoire de l'abbaye de Beauport. On peut observer les niches sous les arcades qui recevaient sans doute le couvert des chanoines, et la chaire du lecteur.

Le réfectoire (un nom masculin venant du latin ecclésiastique refectio ayant lui-même une base latine, refectorius signifiant « qui restaure ») est une salle où les membres d'une même communauté prennent leur repas ensemble. Le terme est également utilisé pour les lieux de restauration des collectivités, qu'ils soient permanents (casernes, internats, prisons, hospices, etc.) ou temporaires (établissements d'éducation et d'enseignement). C'est vers le milieu du XIXe siècle que la cantine acquiert cette signification de réfectoire où sont proposés des services de restauration pour des collectivités civiles.

## Le réfectoire dans une abbaye
| |  |  |
| Dans le mur du fond du réfectoire de l'abbaye de La Celle, est percé une fenestra, terme médiéval désignant un passe-plat. |  |  |

Cette salle à manger fait partie des bâtiments conventuels et entoure le cloître sur un de ses côtés tout comme la salle capitulaire. Elle est généralement spacieuse afin de pouvoir accueillir toute la communauté en même temps, ses dimensions variant en fonction selon l'importance numérique de cette communauté. Le repas respecte un rituel qui s'apparente à l'office religieux.
Une galerie s'ouvre sur le lavatorium où les moines procèdent à des ablutions rituelles et qui sert, de façon tout aussi ordinaire, à se laver les mains avant d'entrer en chantant dans le réfectoire établi de plain-pied avec le cloître à proximité du lavatorium. Le refectorarius ou réfectorier est le moine responsable du réfectoire mais aussi du lavatorium. Il a la charge de remplacer deux fois par semaine les essuie-mains qui y sont suspendus, de mettre du sable et une pierre à aiguiser (pendue à une colonne du cloître) à la disposition des moines voulant nettoyer et aiguiser leur couteau. Pendant le repas, il circule entre les tables pour vérifier que les rations sont suffisantes et que les religieux ne manquent de rien.
Les longues tables sont alignées le long des murs et les moines se placent côte-à-côte de manière à n'avoir aucun vis-à-vis entre eux et à être tous tournés vers l'intérieur de la salle. « Les tables sont dépourvues de nappes et la serviette doit être dépliée sous la tasse et l'écuelle pour protéger la table et récupérer les miettes. Cette absence de nappe est l'expression de la pauvreté ; elle est exigée dans la plupart des ordres ».
L'abbé préside le repas sur une table particulière qu'il partage avec les dignitaires de l'établissement. Lorsqu'il mange à part avec les hôtes de l'abbaye, il est remplacé par le prieur, à côté duquel sont placés le sous-prieur et les frères par rang de préséance. Les frères chantent au début du repas le bénédicité et à la fin du repas récitent les grâces. Les religieux prennent un ou deux repas par jour en plus des collations, et se servent mutuellement.  
La cuisine, généralement accolée au réfectoire, communique avec lui par une porte et, pour faciliter le service, un passe-plat ou un petit couloir coudé qui réduit les fumées, les odeurs et les bruits.
Chaque religieux peut déposer son écuelle, ses couverts et sa serviette dans un meuble constitué de petits casiers ou dans des niches creusées dans un mur du réfectoire. La place des religieux étant fixe, le risque est grand de renoncer à l'observance, certains moines . Des placards aménagés dans la boiserie permettent de ranger la vaisselle et le linge de table. Comme pour de nombreux monastères, les périodes de relâchement succèdent à celles de discipline monastique : les procès-verbaux provinciaux et les chartes de visites des monastères se désolent de la propension des moines à l'ivrognerie, à aller manger à l'extérieur, à installer des tiroirs sous les tables pour y ranger leur nécessaire, à équiper leurs cellules de moulins, réchauds et cafetières.
Pendant toute la durée du repas, le silence est obligatoire sauf s'il s'agit d'un jour de fête ou lorsque le Supérieur peut lever l'interdiction. Cette obligation a incité les moines à mettre au point un code gestuel dès le Xe siècle, langue des signes qui leur permet de communiquer entre eux. À rebours du silence requis, le réfectoire est un lieu de convivialité (bavardages intempestifs, murmures médisants, ragots et rires), d'où le recours à un lecteur (moine désigné à tour de rôle dans le semainier) qui psalmodie recto tono des textes pieux et édifiants dans une chaire, encourageant ainsi le silence et la méditation.
Dans un but de dévotion, le mur du fond des réfectoires des cloîtres importants (comme celui du couvent San Marco à Florence) est souvent décoré d'une fresque représentant l'Ultima Cena, le dernier repas biblique du jeudi saint de Jésus avec ses apôtres.

## Galerie

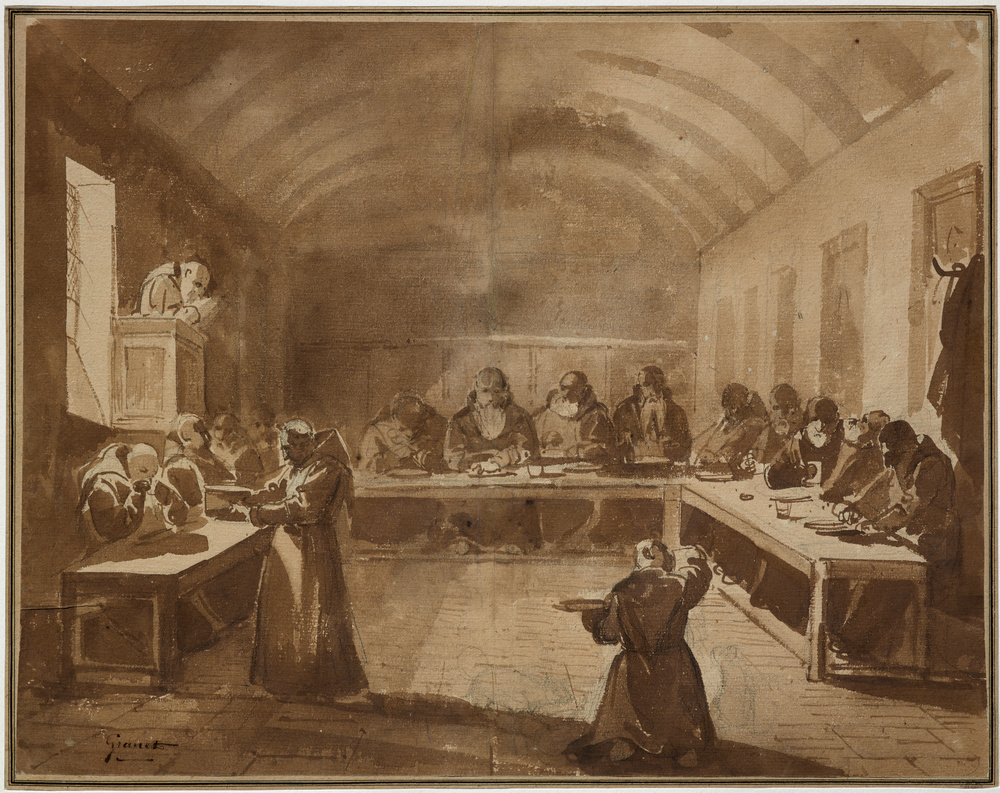
Moines au réfectoire, dessin de François Marius Granet, XIXe siècle.
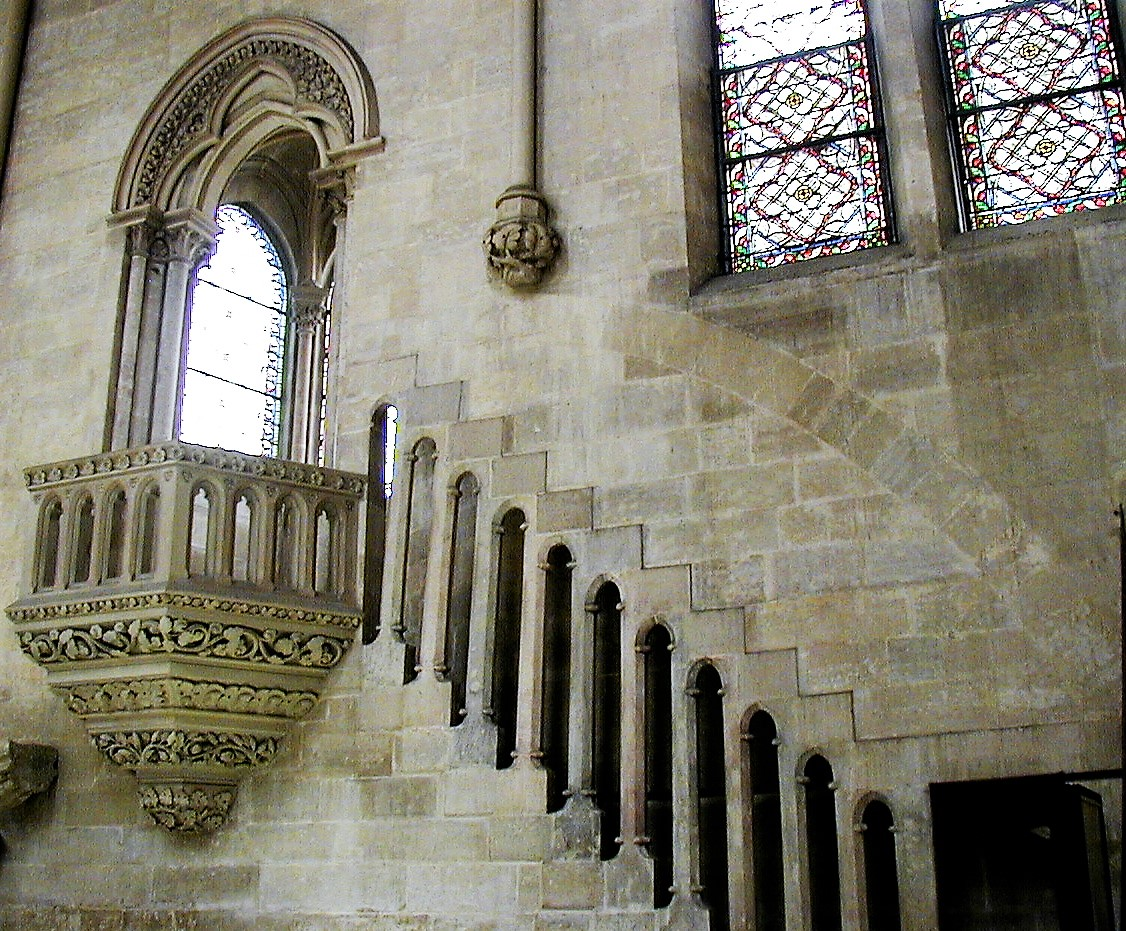
Chaire en encorbellement du réfectoire du prieuré Saint-Martin-des-Champs.
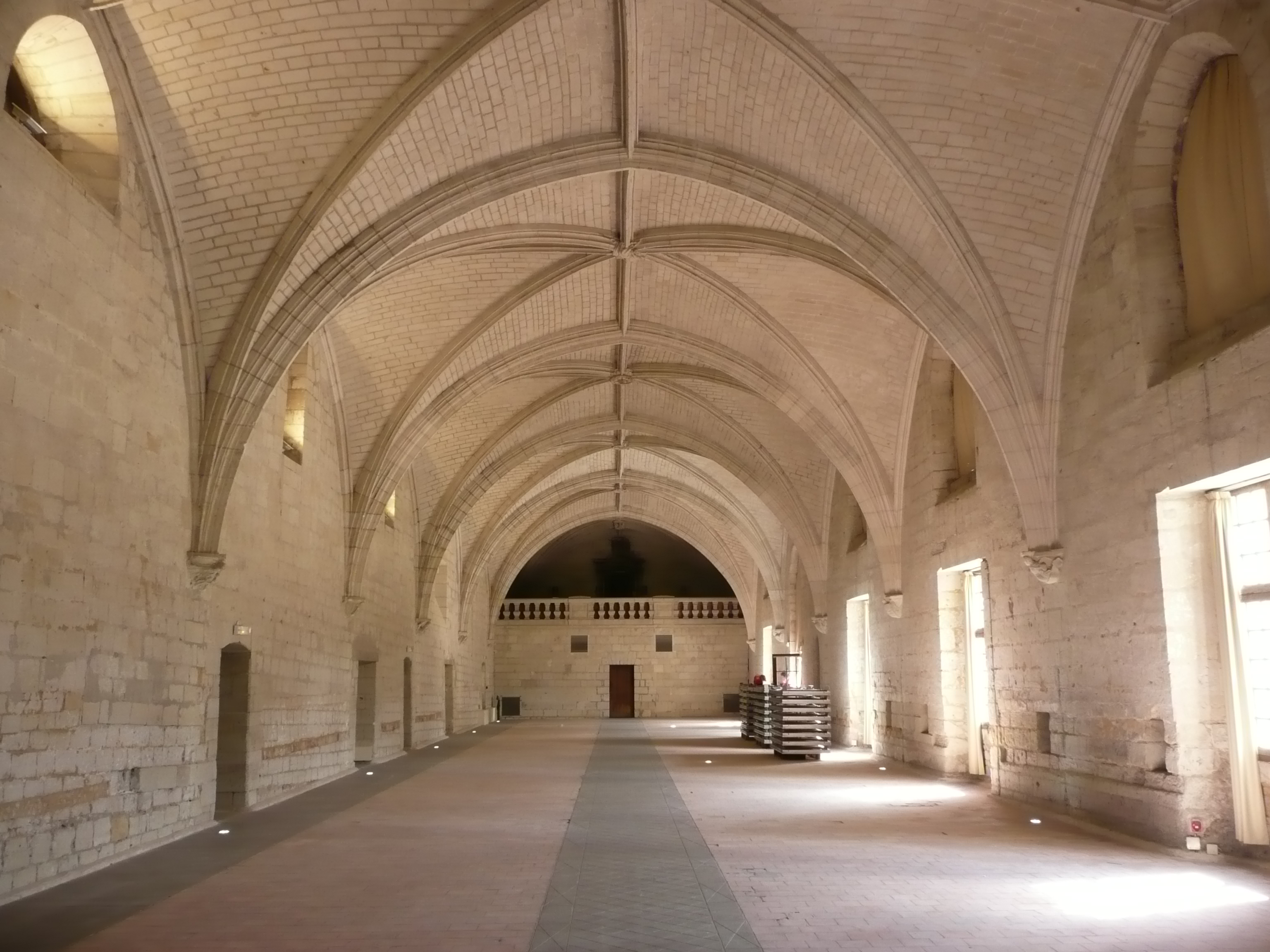
Le réfectoire de l'abbaye de Fontevraud ouvre ses portes aux particuliers lors de réceptions, expositions, réunions, repas de gala ou de travail[note 10].
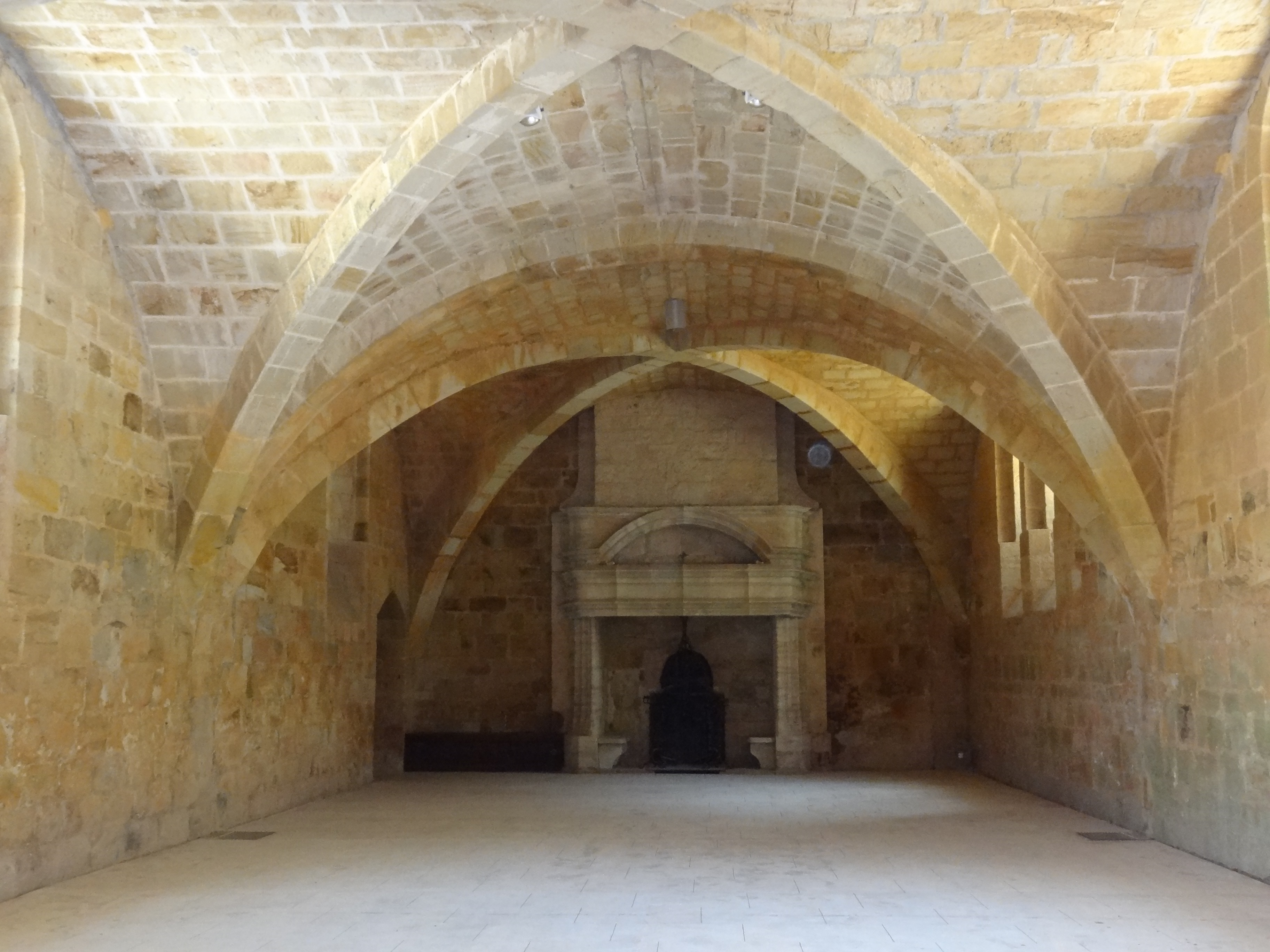
Réfectoire des convers de l'abbaye de Fontfroide[note 11].
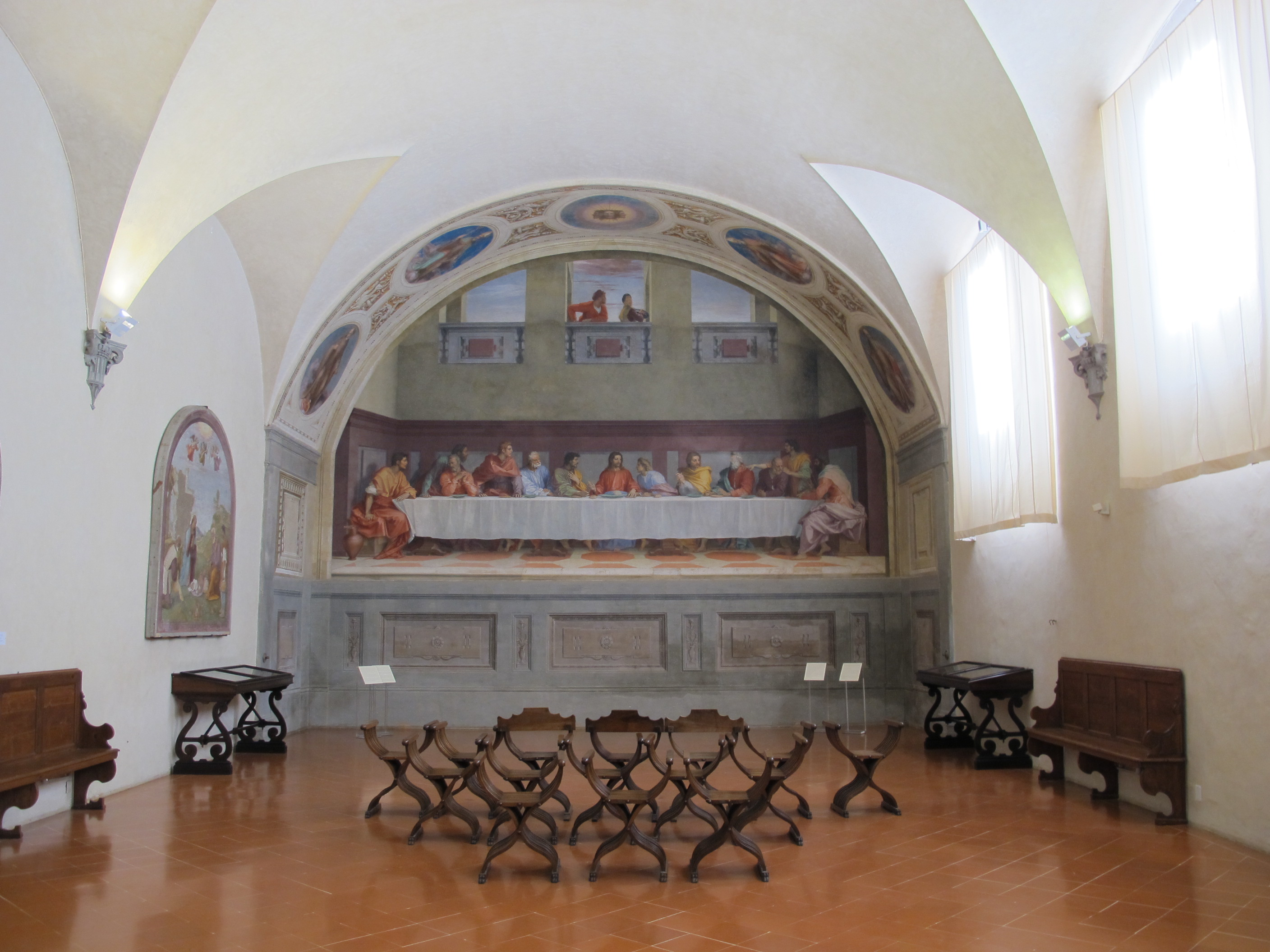
Mur décoré du réfectoire de San Salvi.